# Cynorkis compacta
Cynorkis compacta es una especie de orquídea de hábito terrestre de la subfamilia Orchidoideae. Se encuentra en Sudáfrica.

## Descripción
Es una orquídea de tamaño pequeño que prefiere el clima cálido al fresco. Tiene hábitos terrestres,  con tubérculos ovalados o alargados que llevan una sola hoja, ovada-oblonga, aguda, erecta u horizontal. Florece en la primavera y el verano en una solitaria inflorescencia de 20 cm de largo, elíptica, basalmente forrada, con 4-10 flores.

## Distribución
Se encuentra en KwaZulu-Natal, Sudáfrica en las zonas rocosas a menos de 700 metros de altura. 

## Taxonomía
Fue descrita por Heinrich Gustav Reichenbach y publicado en Flora 71: 149. 1888.
Sinonimia
- Bicornella compacta (Rchb.f.) Szlach. & Kras, Richardiana 6: 143 (2006).[1][2][4]